# Eusandalum hubbardii
Eusandalum hubbardii is een vliesvleugelig insect uit de familie Eupelmidae. De wetenschappelijke naam is voor het eerst geldig gepubliceerd in 1896 door William Harris Ashmead als Ratzeburgia hubbardii. De soort komt voor in het oosten van de Verenigde Staten (Florida, District of Columbia) en is genoemd naar de entomoloog Henry Guernsey Hubbard.